# 미셰우 텔로
미셰우 텔로(Michel Teló, 1981년 1월 21일 ~ )는 브라질의 싱어송라이터이다. Michel na Balada의 수록곡 Ai Se Eu Te Pego는 전 세계적으로 히트를 쳤다.

## 디스코그래피
- 2009: Balada Sertaneja
- 2010: Michel Teló - Ao Vivo
- 2011: Michel na Balada